# إيمانويل ليمان
إيمانويل ليمان (بالإنجليزية: Emanuel Lehman) هو مصرفي أمريكي، ولد في 15 فبراير 1827 في Rimpar ‏ في ألمانيا، وتوفي في 10 يناير 1907 في نيويورك في الولايات المتحدة.